# HolyHell
HolyHell és un grup de power metal, creat el 2005, produït per Joey DeMaio de Manowar. La banda ha retardat l'alliberament del seu àlbum de debut, escollint en comptes d'això per anar de gira amb Manowar i Rhapsody of Fire.
En concert, toquen una versió del "El Fantasma de l'Opera" amb Eric Adams (Manowar) i Maria Breon en la veu.
El grup toca va fer gira en el Magic Circle Festival 2007, a Bulgària i recentment al Magic Circle festival 2008 amb les seves 2 cançons del seu àlbum de debut encara sense publicar i una versió de la clàssica cançó "Holy Diver" de Dio.
El seu primer EP Apocalypse va ser llançat el 23 de març de 2007.
El seu primer àlbum de llarga durada, va ser publicat el 26 de juny de 2009.

## Membres

### Members actuals
- Maria Breon - veu
- Joe Stump - guitarra
- Jay Rigney - baix
- Rhino (Bateria Ex-Manowar) - bateria
- Francisco Palomo - teclats

### Membres anteriors
- Tom Hess - guitarra

## Discografia
- Apocalypse - 2007
- HolyHell - 2009